# 奧萬大國家森林遊樂區
23°57′43″N 121°10′36″E / 23.9618360°N 121.1767658°E

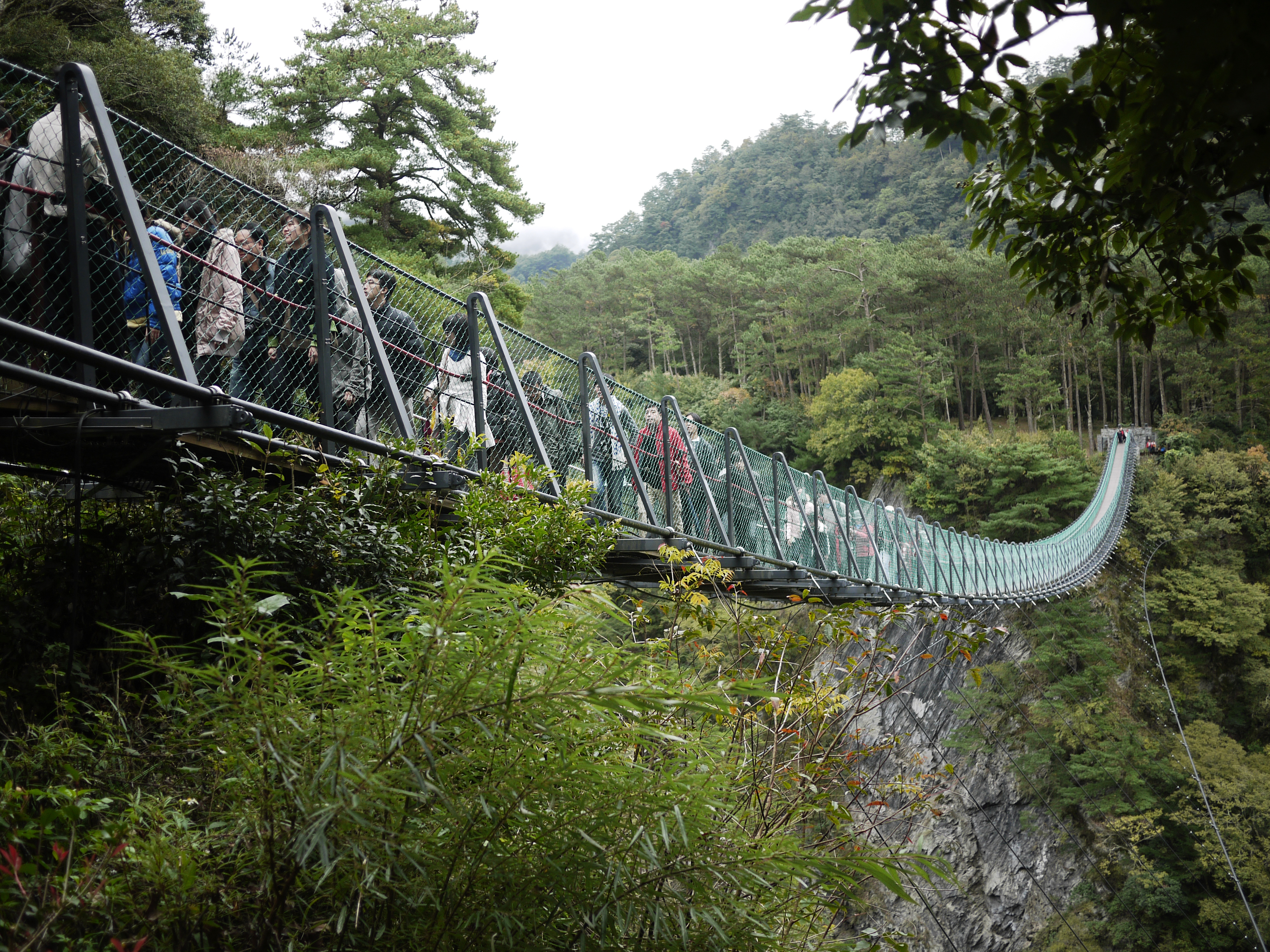
奧萬大天梯

奧萬大國家森林遊樂區，位於台灣南投縣仁愛鄉親愛村。1994年，正式對外開放。是全台灣最具知名度的賞楓景點之一，有「楓葉故鄉」之稱號，並設有奧萬大自然教育中心。
奧萬大國家森林遊樂區全區位於萬大溪中游北岸，遊憩區設置於平坦的河階台地上。園區東臨馬軍山，西臨萬大地區，南接萬大溪，北與馬海僕富士山為界，總面積廣達2,787公頃，海拔高度1,100~2,600公尺，為明顯的峽谷地形。萬大溪由萬大北溪及萬大南溪匯流而成，乃濁水溪的源流之一，另有清水溪、腦寮溪、瑪谷溪諸小溪匯入，水量豐沛。

## 調整池

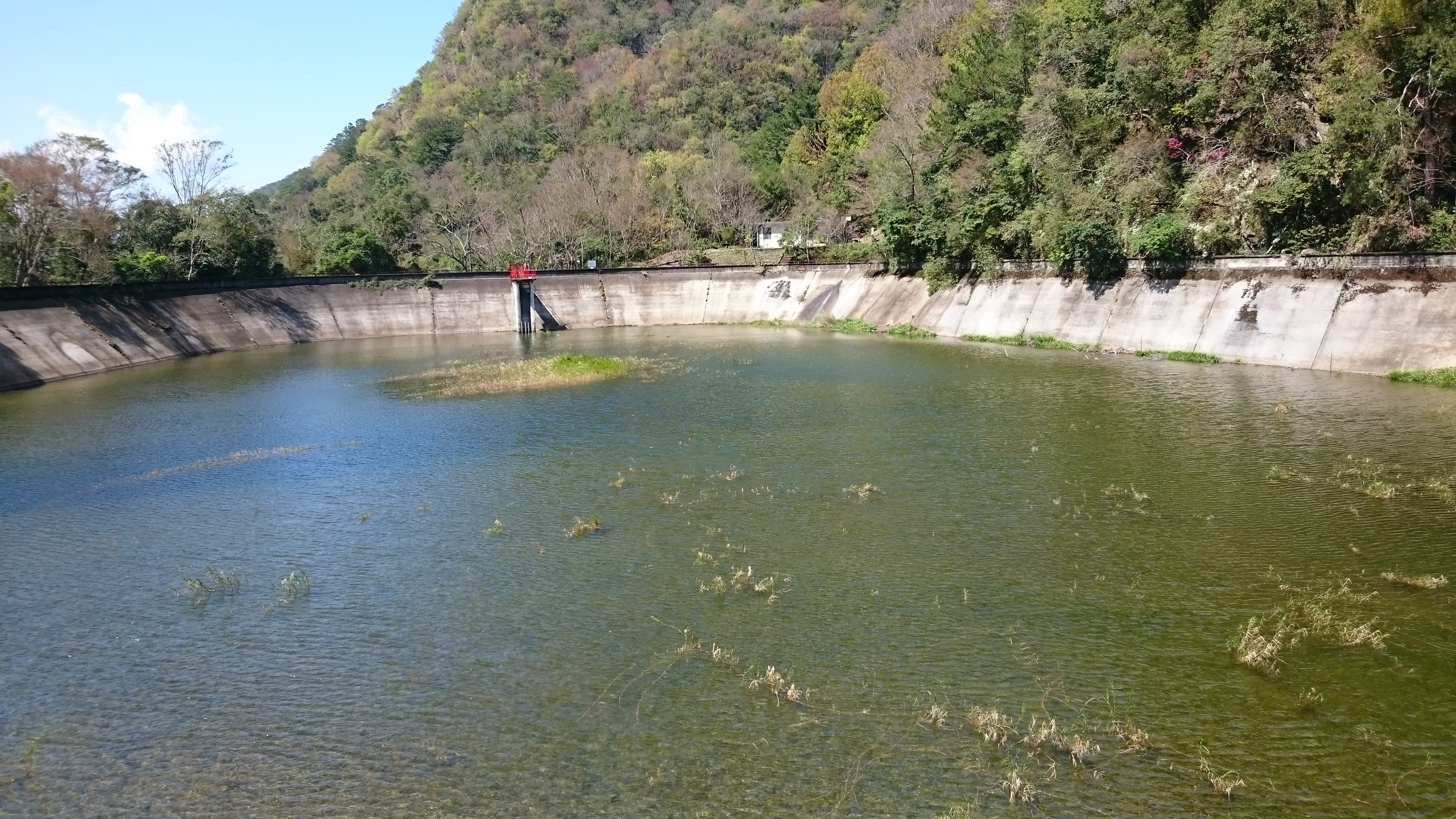
位於奧萬大國家森林遊樂區內的萬大發電廠調整池。

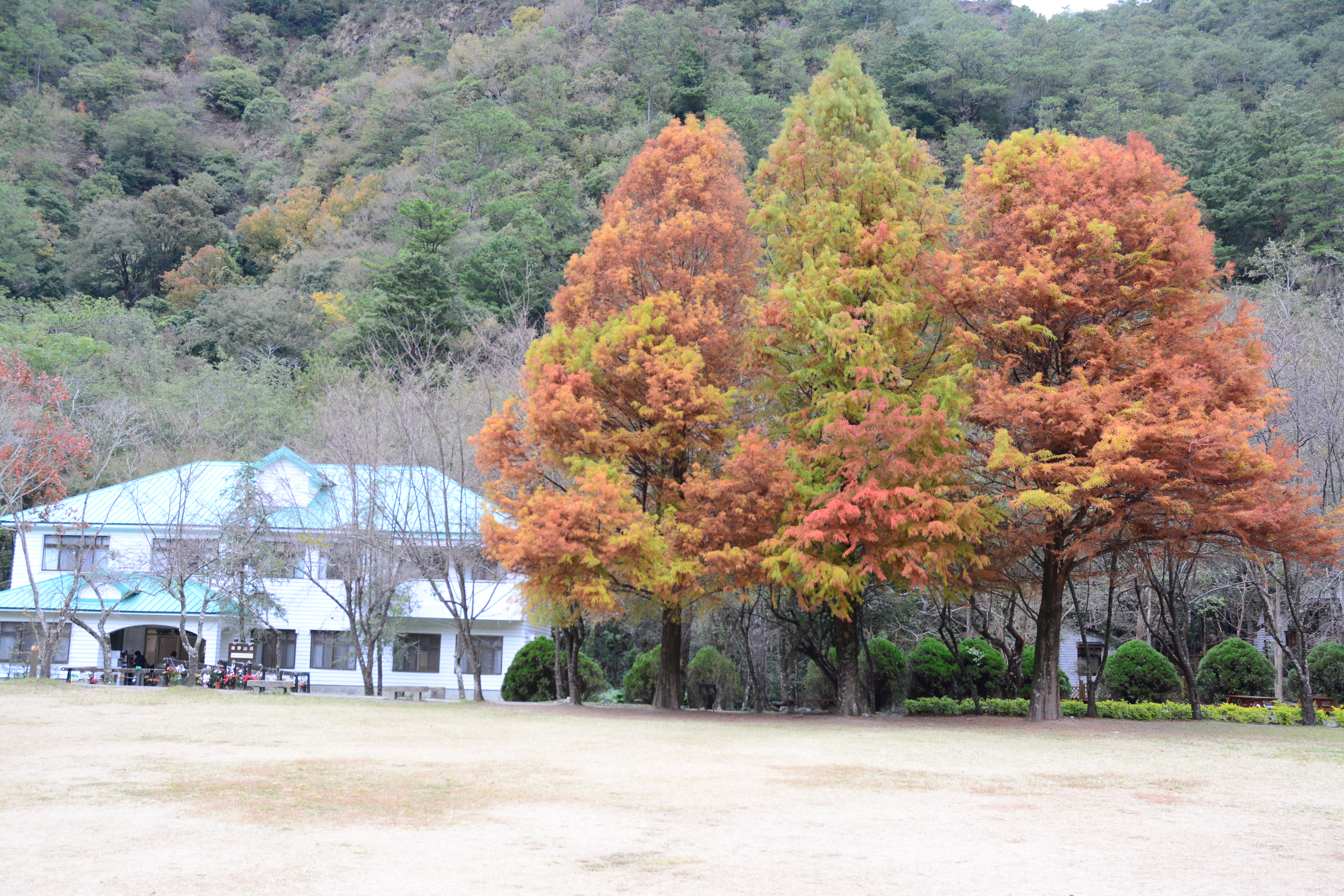
奧萬大國家森林遊樂區有「楓葉故鄉」之稱號。

瀑布區步道旁有一座台灣電力公司萬大發電廠的橢圓形調整池，佔地約1.42公頃，有效容量為75,000立方公尺，是1959年（民國48年）台電公司開鑿的人工湖，下方並設有揚水站。運作方式是在用電離峰時，以揚水站的馬達將水抽到調整池存放，在用電尖峰時，利用水位差將水送到萬大電廠補充水力發電機組水源，以達到能源效能的最佳管理，水量可供應萬大電廠3個多小時的發電量，可謂台灣最早的抽蓄發電雛型。目前調整池已無調蓄功能，但仍維持舊有的風貌，留存的設施則由奧萬大自然教育中心及國家森林志工納入環境資源教材，為遊客述說早期電力發展的歷史。

## 奧萬大自然教育中心
林務局為了推動環境教育，在其下轄的八個林區管理處分別設立了八個自然教育中心，奧萬大自然教育中心是於2008年成立、林務局第四個自然教育中心，並於2012年通過行政院環保署的環境教育設施場所認證。

## 外部連結
- 旅遊資訊 - 自然步道 - 奧萬大國家森林遊樂區步道群 （页面存档备份，存于）
- 奧萬大國家森林遊樂區 - 台灣山林悠遊網 （页面存档备份，存于）
- 旅遊資訊 - 國家森林遊樂區 - 奧萬大國家森林遊樂區 （页面存档备份，存于）
- 奧萬大自然教育中心 - 台灣山林悠遊網 （页面存档备份，存于）
- 保育及生態旅遊 - 生態旅遊 - 奧萬大自然教育中心 （页面存档备份，存于）
- 旅遊資訊 - 自然教育中心 - 奧萬大自然教育中心 （页面存档备份，存于）
- 奧萬大國家森林遊樂區 - 國家森林遊樂區 _ 交通部中央氣象局 （页面存档备份，存于）
- 奧萬大國家森林遊樂區 （页面存档备份，存于）
- 奧萬大情報站的Facebook專頁
- 奧萬大自然教育中心的Facebook專頁
- 奧萬大自然教育中心的Instagram帳戶